# Zeuthen
Zeuthen település Németországban, azon belül Brandenburgban. Lakosainak száma 11 578 fő (2023. december 31.).

## Népesség
A település népességének változása:
| Lakosok száma | 11 297 | 11 381 | 11 355 | 11 358 | 11 491 | 11 578 |
|               | 2017   | 2019   | 2020   | 2021   | 2022   | 2023   |